# Drôle de chance
Drôle de chance (Strange Luck) est une série télévisée américaine en 17 épisodes de 42 minutes, créée par Karl Schaefer et diffusée entre le 15 septembre 1995 et le 23 février 1996 sur le réseau FOX.
En France, la série a été diffusée à partir du 17 novembre 1996 sur M6.

## Synopsis
Chance Harper est un photographe qui a une fâcheuse tendance à se trouver fréquemment « au mauvais endroit au mauvais moment ». Mais une chance insolente, manifestée pour la première fois alors qu'il était bébé et le faisant seul survivant d'un accident d'avion, le tire toujours des difficultés qu'il rencontre. 

## Accroche
« Les gens me disent que j'ai de la chance. Il m'arrive toutes sortes de choses étranges et inexplicables, aussi bien bonnes que mauvaises. Sans arrêt, tous les jours. Tout a commencé par un accident d'avion il y a 30 ans. 106 passagers ont trouvé la mort, en quelques secondes. Aucun d'eux n'a survécu... à part moi. »
« People say I'm... lucky. It all began in a plane crash thirty years ago. One hundred and six lives ending in a single heartbeat. No one survived... except me. »

## Distribution
- D. B. Sweeney (VF : Emmanuel Curtil) : Chance Harper
- Pamela Gidley (VF : Déborah Perret) : Audrey Westin
- Frances Fisher (VF : Blanche Ravalec) : Angie
- Cynthia Martells : Dr Richter

## Épisodes
1. Le Survivant (Soul Survivor)
2. Surexposition (Over Exposure)
3. La Dernière Chance (Last Chance)
4. Elle était... (She Was)
5. Méprise (Blind Man's Bluff)
6. Au tour d'Angie (Angie's Turn)
7. Le Joueur de hockey (Hat Trick)
8. Cœur sauvage (The Liver Wild)
9. Passe ton chemin (Walk Away)
10. Le Cristal noir (The Box)
11. Retrouvailles (Brothers Grim)
12. Drôle de concurrence (Trial Period)
13. Les Faiseurs de miracles (Healing Hands)
14. Passé trouble (Wrong Number)
15. Le Témoin (In Sickness and in Wealth)
16. Le Fils caché d'Angie (Blinded by the Son)
17. Zones d'ombre (Lightning Strikes)

## Commentaires
La série a toujours conservé la même case sur la grille de Fox aux États-Unis. La série était programmée le vendredi à 20 h, juste avant X-Files, le fleuron de la chaîne. Un clin d’œil figure d’ailleurs dans un des épisodes de Strange Luck, au cours duquel le nom de Fox Mulder est cité. Elle a été stoppée faute d’audience suffisante.